# قائمة ولاة جند قنسرين

بلاد الشام وولاياتها في عهد الخلافة العباسية في القرن التاسع

قائمة ولاة جند قنسرين

## المنطقة
كانت جند قنسرين في الأصل جزءًا من جند حمص، وقد أسسها معاوية بن أبي سفيان عندما صالحه الحسن بن علي، ثم عزل أهل تلك المنطقة عن ولائهم له. ويقول المؤرخ المسلم البلاذري في القرن التاسع أن يزيد بن معاوية الذي أسس المنطقة بعد فصل الأراضي الشمالية عن جند حمص. وقد سُميَت المنطقة التي أُنشئَت حديثًا على اسم مدينة قنسرين القديمة التي كانت تقع ضمن حدودها. في عهد الأمويين، كانت جند قنسرين تتكون من ثلاث مناطق: أنطاكية، وحلب، ومنبج، وكان تحدها في الشمال جند العواصم أو الثغور، وهي منطقة حدودية كبيرة بين الروم البيزنطيين والمسلمين، ثم في عهد العباسيين، ضُمَّت أنطاكية إلى جند العواصم، وبقي في جند قنسرين مدينتان رئيستان: حلب وقنسرين، والأراضي المحيطة بهم . 

## الولاة

### الدولة الأموية
- سعيد بن مالك بن بهدل (680–683) [2] [3]
- زفر بن الحارث الكلابي (684؛ طرد سعيد بن مالك بن بهدل وبايع عبد الله بن الزبير المعادي للأمويين) [4]
- أبان بن الوليد بن عقبة (684–685) [5]
- مسلمة بن عبد الملك وقرة بن شريك العبسي (حكم كلاهما في فترات مختلفة في 685-705، ربما استمرت فترة قرة حتى 709) [6]
- مرثد بن شريك العبسي (709–؟) [7]
- الوليد بن هشام بن الوليد بن عقبة وهلال بن عبد الأعلى (حكم كلاهما في فترات مختلفة في 717-720) [8]
- بشر بن الوليد (720–724) [9]
- الوليد بن قعقاع بن خالد العبسي (737–743) [9] [10]
- يزيد بن عمر بن هبيرة الفزاري (743–744) [11]
- عبد الملك بن كوثر الغنوي (فترة غير محددة في 744–750) [12]
- مجزأة بن الكوثر (فترة غير محددة في 744-750، آخر والي أموي على قنسرين) [13]

## فهرس
- Caskel, Werner (1966). Ğamharat an-nasab: Das genealogische Werk des His̆ām ibn Muḥammad al-Kalbī, Volume II (بالألمانية). Leiden: Brill. Archived from the original on 2023-10-24.
- Cobb، Paul M. (2001). White Banners: Contention in 'Abbasid Syria, 750–880. SUNY Press. ISBN:978-0-7914-4880-9. مؤرشف من الأصل في 2022-09-25. اطلع عليه بتاريخ 2018-08-06.
- Crone، Patricia (1980). Slaves on Horses: The Evolution of the Islamic Polity. Cambridge: Cambridge University Press. ISBN:0-521-52940-9.

- Hillenbrand، Carole، المحرر (1989). The History of al-Ṭabarī, Volume 26: The Waning of the Umayyad Caliphate: Prelude to Revolution, A.D. 738–744/A.H. 121–126. SUNY series in Near Eastern studies. ألباني، نيويورك: جامعة ولاية نيويورك للصحافة. ISBN:978-0-88706-810-2. {{استشهاد بكتاب}}: الوسيط |ref=harv غير صالح (مساعدة)
- Işıltan، Fikret (1960). Urfa bölgesi tarihi: başlangıçtan h. 210-m. 825 e kadar. Urfa: Edebiyat Fakültesi Basimevi. مؤرشف من الأصل في 2023-05-15.